# Élections législatives de 1986 en Meurthe-et-Moselle
Les élections législatives françaises de 1986 ont lieu le 16 mars 1986. Dans le département de Meurthe-et-Moselle, sept députés sont à élire dans le cadre d'un scrutin proportionnel par liste départementale à un seul tour.

## Élus
| Député élu         |  | Parti     |
| ------------------ |  | --------- |
| Job Durupt         |  | PS        |
| Jean-Paul Durieux  |  | PS        |
| Jean-Yves Le Déaut |  | PS        |
| Marcel Bigeard     |  | app. UDF  |
| André Rossinot     |  | UDF (Rad) |
| Gérard Léonard     |  | RPR       |
| Colette Goeuriot   |  | PCF       |

## Listes en présence

### Extrême gauche (LO)
| N° | Candidats            | Parti | Parti | Principales fonctions           |
| -- | -------------------- | ----- | ----- | ------------------------------- |
| 01 | Gérard Neis          |       | LO    | Sidérurgiste                    |
| 02 | Christiane Nimsgern  |       | LO    | Agent des services hospitaliers |
| 03 | Bernard Thierry      |       | LO    | Ouvrier sidérurgiste            |
| 04 | Yolande Blass        |       | LO    | Infirmière                      |
| 05 | Etienne Hodara       |       | LO    | Conseiller biologique           |
| 06 | Geneviève Heilliette |       | LO    | Employée de bureau              |
| 07 | Dominique Barbin     |       | LO    | Enseignant                      |
|    |                      |       |       |                                 |
| 08 | Sylvana Reda         |       | LO    | Préparatrice en pharmacie       |
| 09 | Annick Jolivet       |       | LO    | Enseignante                     |

### Extrême gauche (LCR)
| N° | Candidats           | Parti | Parti | Principales fonctions     |
| -- | ------------------- | ----- | ----- | ------------------------- |
| 01 | Paul Lévy           |       | LCR   | Éducateur                 |
| 02 | Nicole Kuhn         |       | LCR   | Employée                  |
| 03 | Jean-François Leick |       | LCR   | Ouvrier sidérurgiste      |
| 04 | Pascale Ciabrini    |       | LCR   | Conseillère d'orientation |
| 05 | Daniel Clausse      |       | LCR   | Agent SNCF                |
| 06 | Marvonne Perraud    |       | LCR   | Employée                  |
| 07 | Pierre Amiranoff    |       | LCR   | Fonctionnaire             |
|    |                     |       |       |                           |
| 08 | Catherine Colomb    |       | LCR   | Institutrice              |
| 09 | Olivier Raphael     |       | LCR   | Fonctionnaire             |

### Extrême gauche (MPPT)
| N° | Candidats           | Parti | Parti | Principales fonctions                           |
| -- | ------------------- | ----- | ----- | ----------------------------------------------- |
| 01 | Miguel Brioso       |       | MPPT  | Ouvrier sidérurgiste à Neuves-Maisons           |
| 02 | René Bazille        |       | MPPT  | Métallurgiste retraité                          |
| 03 | Christian Minary    |       | MPPT  | Professeur d'anglais au lycée de Jarny          |
| 04 | Jacqueline Kalbusch |       | MPPT  | Femme de ménage à Unimétal Longwy               |
| 05 | Josette Logereau    |       | MPPT  | Employée                                        |
| 06 | Jeannine Martin     |       | MPPT  | Mère de famille, Nancy                          |
| 07 | Alain Carlier       |       | MPPT  | Employé administratif à l'Éducation nationale   |
|    |                     |       |       |                                                 |
| 08 | Luisa Mazzalovo     |       | MPPT  |                                                 |
| 09 | Bernard Millot      |       | MPPT  | Professeur d'atelier au LEP Bon Secours à Nancy |

### Parti communiste français
| N° | Candidats        | Parti | Parti | Principales fonctions                                                                       |
| -- | ---------------- | ----- | ----- | ------------------------------------------------------------------------------------------- |
| 01 | Colette Goeuriot |       | PCF   | Députée sortante, conseillère régionale et maire de Jœuf, institutrice                      |
| 02 | Jules Jean       |       | PCF   | Conseiller général du Canton de Longwy et maire de Longwy, professeur                       |
| 03 | Michel Bertelle  |       | PCF   | Conseiller général du Canton de Dieulouard et maire de Blénod-lès-Pont-à-Mousson, agent EDF |
| 04 | Jean-Paul Mougel |       | PCF   | Conseiller municipal de Nancy, éducateur spécialisé                                         |
| 05 | Claude Baumann   |       | PCF   | Maire de Varangéville, machiniste                                                           |
| 06 | Bernard Maurice  |       | PCF   | Ouvrier peintre, Lunéville                                                                  |
| 07 | Hubert Devèze    |       | PCF   | Conseiller général du Canton d'Audun-le-Roman et maire d'Audun-le-Roman, retraité PTT       |
|    |                  |       |       |                                                                                             |
| 08 | Bernard Seirolle |       | PCF   | Ouvrier, Toul                                                                               |
| 09 | Alain Bienaimé   |       | PCF   | Professeur, Essey-lès-Nancy                                                                 |

### Parti socialiste
| N° | Candidats           | Parti | Parti | Principales fonctions                                                             |
| -- | ------------------- | ----- | ----- | --------------------------------------------------------------------------------- |
| 01 | Job Durupt          |       | PS    | Député sortant et maire de Tomblaine, architecte DPLG                             |
| 02 | Jean-Paul Durieux   |       | PS    | Député sortant, conseiller municipal de Mont-Saint-Martin, cadre de la sidérurgie |
| 03 | Jean-Yves Le Déaut  |       | PS    | Sénateur suppléant, professeur de biochimie à Nancy                               |
| 04 | Raymond Weymeskirch |       | PS    | Conseiller général du Canton de Cirey-sur-Vezouze, professeur                     |
| 05 | Michel Closse       |       | PS    | Conseiller municipal de Lunéville, proviseur de LEP                               |
| 06 | Monique Gobillot    |       | PS    | Conseillère municipale de Saint-Max, agent technique                              |
| 07 | Mireille Pichereau  |       | PS    | Assistante d'ingénieur, Saint-Nicolas-de-Port                                     |
|    |                     |       |       |                                                                                   |
| 08 | Christian Eckert    |       | PS    | Adjoint au maire de Trieux , professeur                                           |
| 09 | Ghislaine Millard   |       | PS    | Conseillère municipale de Liverdun, professeur                                    |

### Mouvement des radicaux de gauche
| N° | Candidats           | Parti | Parti | Principales fonctions                                                                         |
| -- | ------------------- | ----- | ----- | --------------------------------------------------------------------------------------------- |
| 01 | Gérard Michel       |       | MRG   | Avocat au barreau de Nancy                                                                    |
| 02 | Charles Kaufman     |       | MRG   | Maire de Champigneulles, médecin                                                              |
| 03 | Bernard Rudeau      |       | MRG   | Conseiller municipal de Frouard, cadre administratif                                          |
| 04 | Christian Jacques   |       | MRG   | Directeur d'école                                                                             |
| 05 | Jean-Louis Olaïzola |       | MRG   | Premier adjoint au maire de Blénod-lès-Toul, fonctionnaire                                    |
| 06 | Roland Rieger       |       | MRG   | Exploitant agricole                                                                           |
| 07 | Bernard Becker      |       | MRG   | Conseiller municipal de Lunéville, cadre commercial                                           |
|    |                     |       |       |                                                                                               |
| 08 | Roger Viry-Babel    |       | MRG   | Maître assistant à l'université Nancy-II                                                      |
| 09 | Yves Cuny           |       | MRG   | Maire de Bertrichamps, ancien conseiller général du Canton de Baccarat, journaliste honoraire |

### Opposition (UDF)
| N° | Candidats                   | Parti | Parti    | Principales fonctions                                                                                           |
| -- | --------------------------- | ----- | -------- | --- |
| 01 | Marcel Bigeard              |       | UDF app. | Député sortant, ancien secrétaire d'État, retraité                                                              |
| 02 | André Rossinot              |       | UDF-Rad. | Député sortant, conseiller régional et maire de Nancy, médecin                                                  |
| 03 | René Haby                   |       | UDF-PR   | Député sortant, conseiller général du Canton de Lunéville-Nord et vice-président du conseil général, professeur |
| 04 | Guy Vattier                 |       | UDF-PR   | Maire de Briey, directeur de service administratif                                                              |
| 05 | Marie-Jeanne Bleuzet-Julbin |       | UDF-CDS  | Adjointe au maire de Nancy, avocat, bâtonnier                                                                   |
| 06 | Robert Massillon            |       | UDF      | Attaché de direction                                                                                            |
| 07 | Patrick Gérard              |       | UDF      | Chargé de cours en droit, conseiller municipal de Nancy                                                         |
|    |                             |       |          | |
| 08 | Henri Begorre               |       | UDF      | Enseignant, maire de Maxéville                                                                                  |
| 09 | Jean-Luc Riethmuller        |       | UDF      | Attaché parlementaire, conseiller général du canton de Saint-Max, conseiller municipal d'Essey-lès-Nancy        |

### Opposition (RPR-CNI)
| N° | Candidats                 | Parti | Parti | Principales fonctions |
| -- | ------------------------- | ----- | ----- | --- |
| 01 | Gérard Léonard            |       | RPR   | Maire de Saint-Max et vice-président du District de Nancy, enseignant de faculté                                                                           |
| 02 | Guy Corbiat               |       | RPR   | Représentant, conseiller général du canton de Lunéville-Sud, maire de Lunéville                                                                            |
| 03 | Jean-Luc André            |       | RPR   | Attaché au service du protocole du maire de Paris |
| 04 | Gilles Aubert             |       | RPR   | Directeur d'un organisme d'informations économiques aux entreprises, conseiller général du canton de Saint-Nicolas-de-Port, maire de Saint-Nicolas-de-Port |
| 05 | Françoise Leroy           |       | RPR   | Professeur, conseillère municipale de Jarny |
| 06 | Henri Durand              |       | RPR   | Contremaitre en pré-retraite, adjoint au maire de Foug |
| 07 | Bernard Picard            |       | RPR   | Chef de service Caisse d'épargne, conseiller municipal de Pont-à-Mousson                                                                                   |
|    |                           |       |       | |
| 08 | Marie-Thérèse Jeangeorges |       | RPR   | Cadre administratif, conseillère municipale de Nancy |
| 09 | François Roussel          |       | RPR   | Médecin, maire de Bouxières-aux-Dames |

### Front national
| N° | Candidats          | Parti | Parti  | Principales fonctions     |
| -- | ------------------ | ----- | ------ | ------------------------- |
| 01 | Jean-Claude Bardet |       | CAR-FN | Docteur en droit          |
| 02 | Noël Dautel        |       | FN     | Surveillant pénitentiaire |
| 03 | Andrée Peyrou      |       | FN     | Institutrice              |
| 04 | Jacques Marchal    |       | FN     | Médecin généraliste       |
| 05 | Daniel Rivot       |       | FN     | Artisan                   |
| 06 | Raoul Aubry        |       | FN     | Médecin généraliste       |
| 07 | Robert Fourcart    |       | FN     | Artisan coiffeur          |
|    |                    |       |        |                           |
| 08 | Daniel Grandidier  |       | FN     | Comptable                 |
| 09 | Josette Tribout    |       | FN     |                           |

## Résultats

### Résultats à l'échelle du département
| Liste Parti politique | Liste Parti politique | Tête de liste      | Tour unique | Tour unique | Sièges |
| Liste Parti politique | Liste Parti politique | Tête de liste      | Voix        | %           | Sièges |
| --------------------- | --- | ------------------ | ----------- | ----------- | ------ |
|                       | Pour une majorité de progrès avec le président de la République Parti socialiste                                               | Job Durupt         | 109 992     | 32,63       | 3      |
|                       | Liste UDF pour la Meurthe-et-Moselle Union pour la démocratie française (PR - CDS - PRV)                                       | Marcel Bigeard     | 94 593      | 28,06       | 2      |
|                       | Union pour le renouveau Rassemblement pour la République (CNI)                                                                 | Gérard Léonard     | 51 269      | 15,21       | 1      |
|                       | Liste présentée par le Parti communiste français Parti communiste français                                                     | Colette Goeuriot   | 34 320      | 10,18       | 1      |
|                       | Liste de Rassemblement national présentée par le Front national Front national (CAR)                                           | Jean-Claude Bardet | 33 927      | 10,06       | 0      |
|                       | Liste Lutte ouvrière Lutte ouvrière                                                                                            | Gérard Neis        | 6 101       | 1,81        | 0      |
|                       | Liste du Mouvement des radicaux de gauche Mouvement des radicaux de gauche                                                     | Gérard Michel      | 4 125       | 1,22        | 0      |
|                       | Liste du Mouvement pour un parti des travailleurs Meurthe-et-Moselle Extrême gauche (Mouvement pour un parti des travailleurs) | Miguel Brioso      | 1 584       | 0,47        | 0      |
|                       | Liste LCR Ligue communiste révolutionnaire                                                                                     | Paul Lévy          | 1 155       | 0,34        | 0      |
|                       | |                    |             |             |        |
| Inscrits              | Inscrits | Inscrits           | 469 044     | 100,00      | 7      |
| Abstentions           | Abstentions | Abstentions        | 117 676     | 25,09       |        |
| Votants               | Votants | Votants            | 351 368     | 74,91       |        |
| Blancs et nuls        | Blancs et nuls | Blancs et nuls     | 14 302      | 4,07        |        |
| Exprimés              | Exprimés | Exprimés           | 337 066     | 95,93       |        |